# Sant’Ignazio all’Olivella
Sant’Ignazio all’Olivella ist eine Kirche des Barock in Palermo. Sie liegt zwischen der Via Roma und Via Marqueda an der Piazza Olivella.

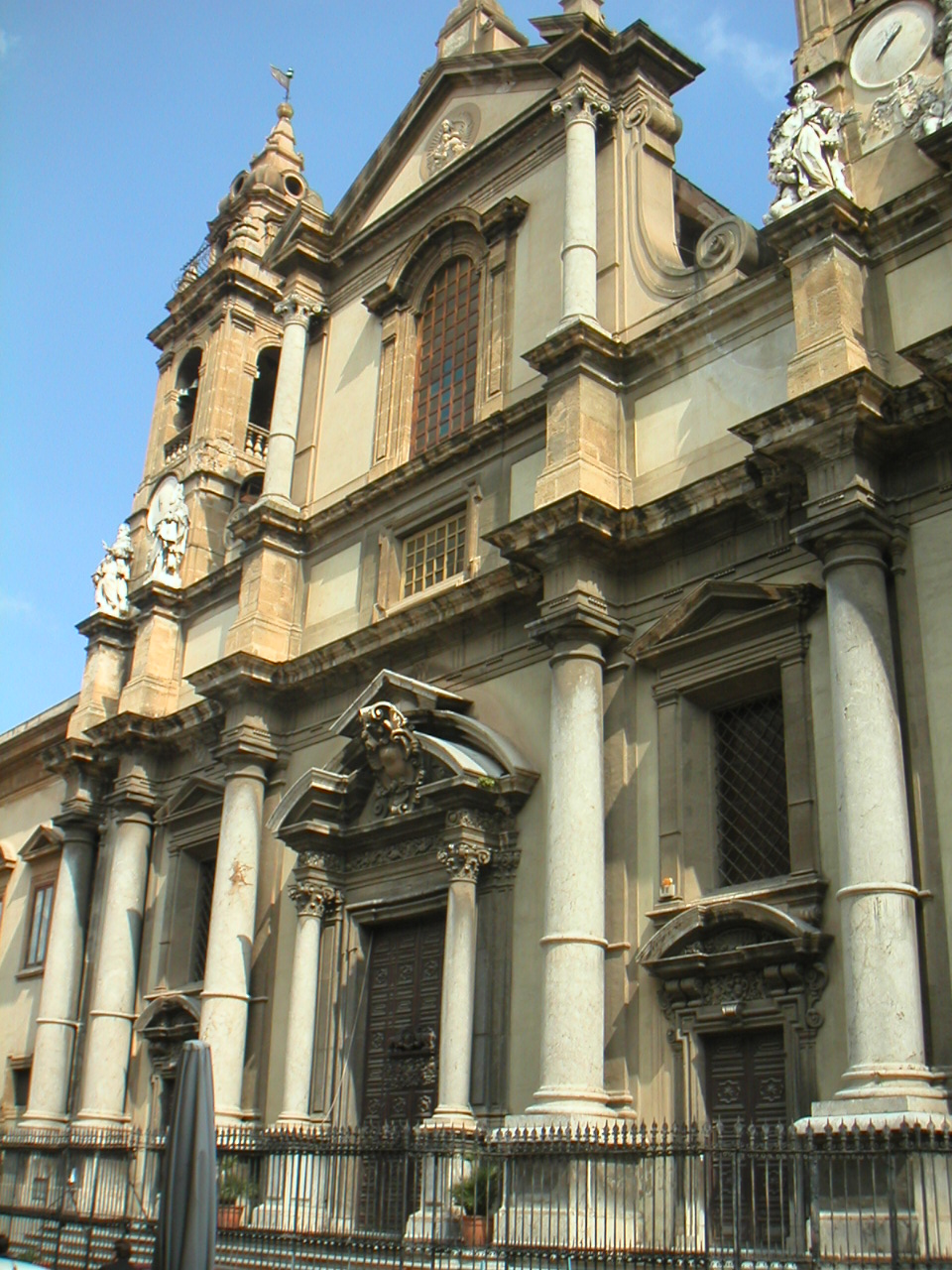
Kirche Sant’Ignazio all’Olivella (Palermo)

## Beschreibung
Patron der Kirche ist der altkirchliche Märtyrer Ignatius von Antiochien; sein Martyrium zeigt ein Gemälde Filippo Paladinis im Querschiff. Der Beiname der Kirche leitet sich nach populärer Meinung von „olim villa“ (es war eine Villa) ab, da hier nach der Überlieferung das Elternhaus der Schutzpatronin Palermos Santa Rosalia stand. Sant’Ignazio, eine Gründung und die Kirche des Oratoriums des heiligen Philipp Neri in Palermo, ist Teil eines umfangreichen Baukomplexes, zu dem das ehemalige Ordenshaus der Kongregation (heute das Archäologische Nationalmuseum „Antonio Salinas“) und ein Oratorium gehören. Die Patres haben ihren Sitz jetzt an der Via Roma.
Entworfen wurde die Anlage von Antonio Muttone. Der Bau begann 1598 und dauerte bis 1622. Die Kuppel folgte 1732. Die Zwillingsglockentürme wurden 1752 hinzugefügt. 1775 entstand ein großer Aufgang.
Der dreischiffige durch Säulenreihen getrennte Innenraum bildet mit den Querschiffen die Form eines lateinischen Kreuzes.
Bemerkenswert sind der nach Art der Kosmaten gestaltete Fußboden aus mehrfarbigem Marmor und die Steinmosaikarbeiten von Gaspare Guercio in der ersten Kapelle rechts. Der Altar wurde nach einem Entwurf des bedeutenden Architekten Filippo Juvarra von Francesco Ferrigno aus Trapani gefertigt. Die Deckenfresken stammen von Antonio Manno.
Ausgestattet ist die Kirche mit wichtigen Gemälden, wie dem und weitere Tafelbilder sowie mit Skulpturen von Ignazio Marabitti und Giambattista Ragusa.
Vom rechten Querschiff aus gelangt man in das Oratorium, das architektonisch von Giuseppe Venanzio Marvuglia umgesetzt wurde. Die Ausstattung mit prächtigen Stuckarbeiten vollendete Ignazio Marabitti. Sie wird wegen der zahlreichen Engelgruppen „stucchi della gloria“ genannt.

## Gemälde
- Sebastiano Conca: „Triumph des Todes“
- Pietro Novelli: „Erzengel Gabriel mit Heiligen“
- Filippo Paladini: „Madonna in Glorie mit Heiligen“
- Guglielmo Borremans: „Martyrium des S. Ignazio“
- Domenico Fiasella: „Wunder des Isidoro Agricola“
- Filippo Randazzo: „Krönung der Santa Rosalia durch die Gottesmutter“